# 派特海涅
派特海涅，是匈牙利佐洛州所辖的一个村，总面积11.42平方公里，总人口427，人口密度37.4人/平方公里（2010年1月1日）。